# Xoridesopus maculatus
Xoridesopus maculatus är en stekelart som beskrevs av Gupta 1983. Xoridesopus maculatus ingår i släktet Xoridesopus och familjen brokparasitsteklar. Inga underarter finns listade i Catalogue of Life.